# Exercício aeróbico

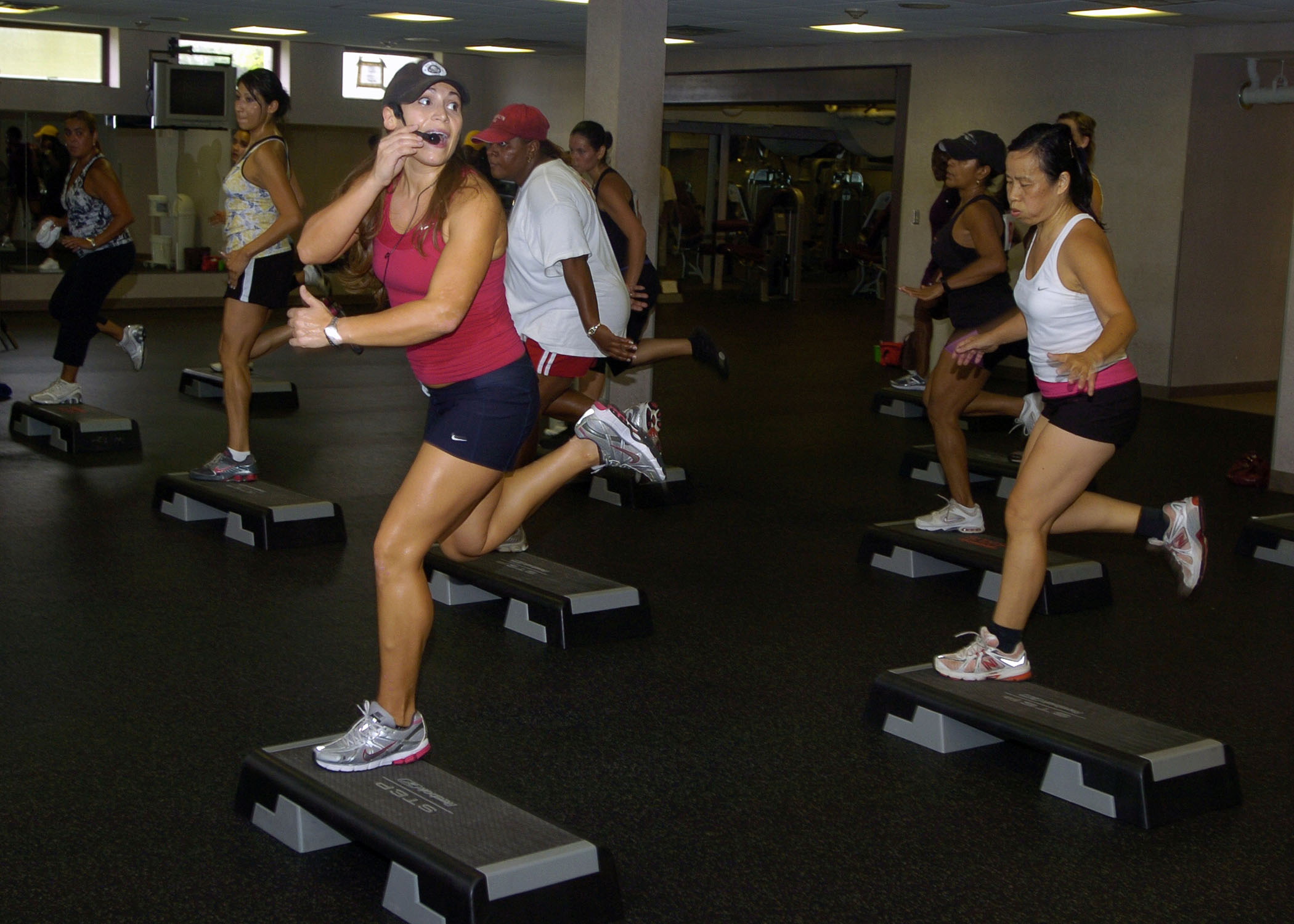
Uma instrutora de step motiva sua classe a manter o ritmo.

Os exercícios aeróbicos (ou atividades de resistência, atividades de cardio ou cardiorrespiratórias) são os exercícios físicos de baixa a alta intensidade que dependem principalmente do processo de geração de energia aeróbica pelos músculos. "Aeróbico" é definido como "relacionado a, envolvendo ou exigindo oxigênio", e refere-se ao uso de oxigênio para atender às demandas de energia.
O exercício aeróbico é realizado repetindo sequências de atividades de intensidade leve a moderada por longos períodos de tempo. O exercício aeróbico projetado para ser ter baixa intensidade o suficiente para que os carboidratos sejam transformados em energia através da produção de ATP por mitocôndrias, e não por fermentação lática.
Andar, correr, nadar, pedalar, dançar, são alguns dos principais exemplos de exercícios aeróbicos.
Nos exercícios físicos prolongados, com duração superior a 10 minutos, realizados em ambientes com condições de temperatura e de umidade estáveis e taxas de esforço não muito elevadas, o organismo usa predominantemente o metabolismo aeróbico para a obtenção de energia. A oxidação aeróbica é quem realiza o fornecimento e o uso adequado de oxigênio para a manutenção do trabalho por longos períodos.
O fortalecimento e aumento do músculo cardíaco é um dos benefícios deste tipo de exercícios para a saúde. Além de serem indicados como medida de prevenção para uma ampla variedade de doenças cardiovasculares.